# Football Club Sochaux-Montbéliard

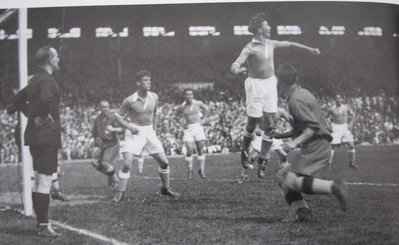
El RC Strasbourg y el Sochaux en la final de la Copa de Francia de 1937.

El Football Club Sochaux-Montbéliard es un club de fútbol francés fundado en 1928 por la familia Peugeot en la localidad industrial de Sochaux al mismo tiempo que el torneo llamado Coupe Peugeot, convirtiéndose en uno de los equipos promotores de este deporte a nivel profesional en Francia cuando la Coupe se transformó en el championnat de France de football, ganado dos de sus siete primeras temporadas. Actualmente juega en el Championnat National, la tercera división a nivel nacional.

## Historia
El Football Club de Sochaux-Montbéliard fue fundado en 1928 por la familia de industriales del automóvil Peugeot con el nombre de F.C. Sochaux, fusionándose dos años más tarde con el equipo de la ciudad vecina, el A.S. Montbéliard y se cambia el nombre por el actual. En 1932 el club es el primero en Francia en convertirse en profesional, lo que le permitió ser uno de los mejores equipos del país, ganando los campeonatos ligueros de 1935 y 1938, así como la Copa de Francia de 1937.
A finales de la Segunda Guerra Mundial el director deportivo Auguste Bonal fue asesinado por los alemanes, razón que llevó al F.C. Sochaux-Montbéliard a rebautizar el Stade de la Forge como Stade Auguste Bonal. También tras finalizar la contienda el equipo galo no recuperó el potencial de los años 30, aunque pasó a ser un clásico de la Ligue 1, destacando por la calidad de su fútbol-base de donde han salido jugadores como: Bernard Genghini, Benoît Pedretti, Jérémy Mathieu,...
Pese a rozar el campeonato de liga en 1953 y 1980, F.C. Sochaux-Montbéliard no volvió a levantar un título hasta 2004 al ganar la Copa de la Liga. Tres años más tarde se alzó con su último título la Copa de Francia de 2007.
Tras descender a la Ligue 2 en la temporada 14-15 la familia Peugeot vende el club a la compañía hongkonesa Ledus, con Wing Sang Li a la cabeza, por 7 millones de euros. La nueva gestión no cumplió con el objetivo deportivo de regresar a la Ligue 1 y se generó una importante deuda económica.
En verano de 2018 el club llegó a un acuerdo con los propietarios del F.C. Sochaux-Montbéliard (Ligue 2), por el cual el Deportivo Alavés se hace cargo de la planificación y dirección deportiva. Producto de dicho acuerdo se producen las llegadas del entrenador José Manuel Aira y jugadores como Rafa Navarro, Einar Galilea, Markus Pavic... Ocho meses después se produjo el final del acuerdo por la negativa del grupo chino Ledus de vender el club francés al grupo Español.

## Uniforme
- Uniforme titular: Camiseta amarilla con manga derecha azul, pantalón y medias amarillas.
- Uniforme alternativo: Camiseta, pantalón y medias blancas. También negro.
- Proveedor: Nike
- Patrocinador: Nedey Automobiles

## Estadio

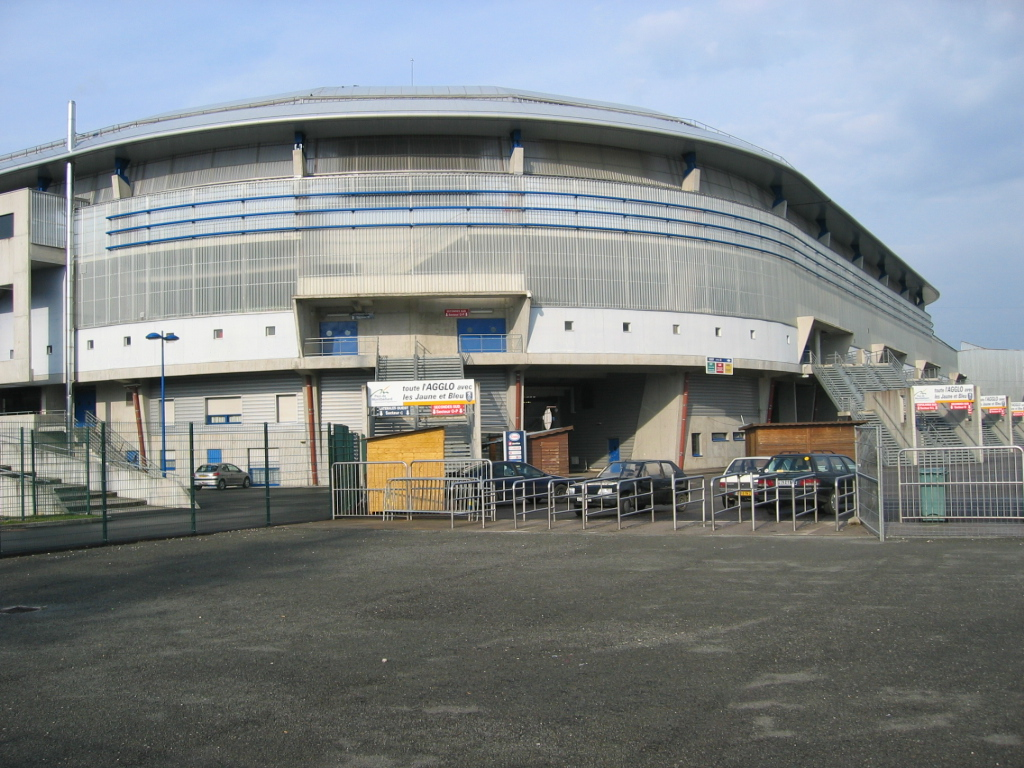
El Stade Bonal

El Stade Auguste Bonal, inaugurado el 11 de noviembre de 1931 con el nombre de stade de la Forge, con capacidad para 20.000 espectadores. En 1945 el estadio es rebautizado con el nombre actual en memoria de Auguste Bonal, exdirector deportivo del club, asesinado por los alemanes el 21 de abril de 1945.
El antiguo estadio del equipo era el stade du Champ de Foire.

## Datos del club
- Temporadas en 1ª: 66. (2013-14)
- Temporadas en 2ª: 10.
- Mejor puesto en la liga: 1.º (temporadas 1934-35 y 1937-38)
- Peor puesto en la liga: 20.º (temporada 1994-95)
- Máximo goleador: Courtois, con 281 goles.
- Más partidos disputados: Albert Rust, con 454 partidos disputados.

## Palmarés

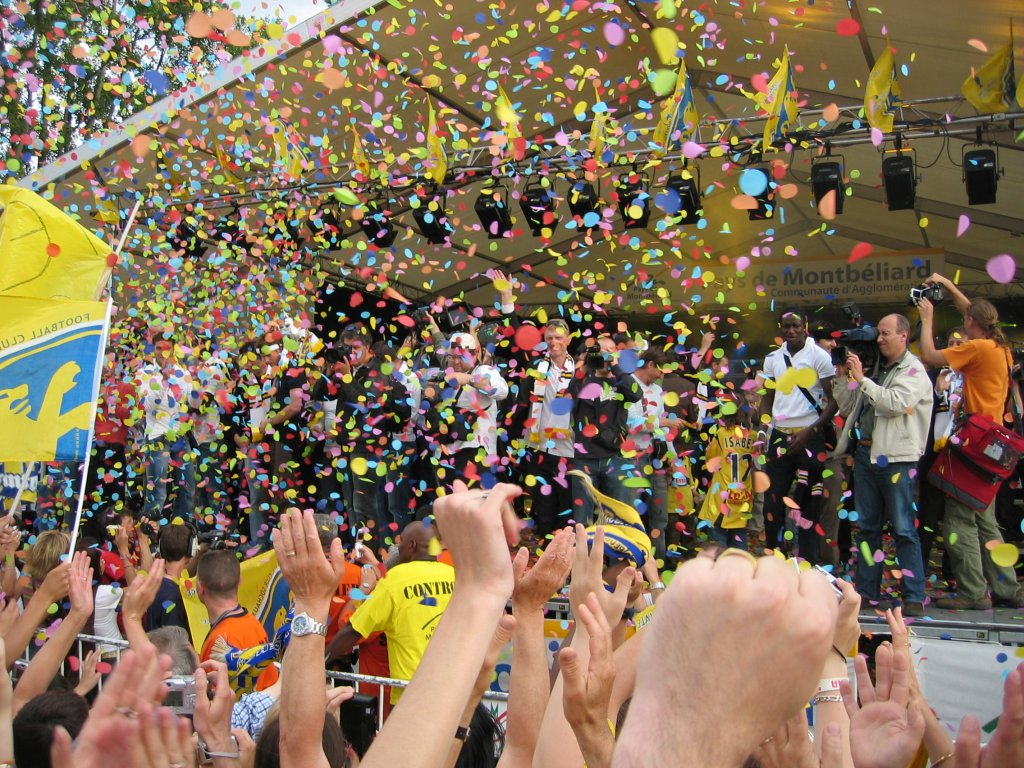
Aficionados del Sochaux celebran el título de la Copa de Francia en 2007.

### Torneos nacionales (8)
- Ligue 1 (2): 1935, 1938
  - Subcampeón de Ligue 1 en 1937, 1953, 1980
- Ligue 2 (2): 1947, 2001
- Copa de Francia (2): 1937, 2007
- Copa de la Liga (1): 2004
- Copa Charles Drago (3): 1953, 1963, 1964
- Copa Peugeot (1): 1931
- Copa Gambardella (3): 1983, 2007, 2015

## Participación en competiciones europeas
| Temporada | Competición   | Ronda        | Club                         | Cómputo global | Ida     | Vuelta  |
| --------- | ------------- | ------------ | ---------------------------- | -------------- | ------- | ------- |
| 1972/73   | UEFA Cup      | 1R           | BK Frem                      | 2-5            | 1-3 (C) | 1-2 (F) |
| 1976/77   | UEFA Cup      | 1R           | Hibernian FC                 | 0-1            | 0-1 (F) | 0-0 (C) |
| 1980/81   | UEFA Cup      | 1R           | Servette FC                  | 3-2            | 2-0 (C) | 1-2 (F) |
|           |               | 2R           | Boavista FC                  | 3-2            | 2-2 (C) | 1-0 (F) |
|           |               | 1/8          | Eintracht Frankfurt          | 4-4 u          | 2-4 (F) | 2-0 (C) |
|           |               | 1/4          | Grasshopper                  | 2-1            | 0-0 (F) | 2-1 (C) |
|           |               | 1/2          | AZ                           | 3-4            | 1-1 (C) | 2-3 (F) |
| 1982/83   | UEFA Cup      | 1R           | PAOK Salonica                | 2-2 u          | 0-1 (F) | 2-1 (C) |
| 1989/90   | UEFA Cup      | 1R           | Jeunesse Esch                | 12-0           | 7-0 (C) | 5-0 (F) |
|           |               | 2R           | ACF Fiorentina               | 1-1 u          | 0-0 (F) | 1-1 (C) |
| 2002      | Intertoto Cup | 2R           | FK Zalgiris Vilnius          | 4-1            | 2-0 (C) | 2-1 (F) |
|           |               | 3R           | 1. FC Synot Uherske Hradiste | 3-0            | 3-0 (F) | 0-0 (C) |
|           |               | 1/2          | Fulham FC                    | 0-3            | 0-1 (F) | 0-2 (C) |
| 2003/04   | UEFA Cup      | 1R           | MyPa-47                      | 3-0            | 1-0 (F) | 2-0 (C) |
|           |               | 2R           | Borussia Dortmund            | 6-2            | 2-2 (F) | 4-0 (C) |
|           |               | 3R           | Internazionale               | 2-2 u          | 2-2 (C) | 0-0 (F) |
| 2004/05   | UEFA Cup      | 1R           | Stabæk IF                    | 9-0            | 4-0 (C) | 5-0 (F) |
|           |               | Grupo D      | FC Dinamo Tbilisi            | 2-0            | 2-0 (F) |         |
|           |               | Grupo D      | Newcastle United FC          | 0-4            | 0-4 (C) |         |
|           |               | Grupo D      | Sporting Portugal            | 1-0            | 1-0 (F) |         |
|           |               | Groep D (2e) | Panionios                    | 1-0            | 1-0 (C) |         |
|           |               | 3R           | Olympiakos Pireo             | 0-2            | 0-1 (F) | 0-1 (C) |
| 2007/08   | UEFA Cup      | 1R           | Panionios                    | 1-2            | 0-2 (C) | 1-0 (F) |
| 2011/12   | Europa League | PO           | Metalist Jharkiv             | 0-4            | 0-0 (F) | 0-4 (C) |

## Estadísticas
| Competición      | Temp. | Títulos | 2° | 3° | 4° | PJ    | PG  | PE  | PP  | GF    | GC    | Dif. |
| Ligue 1          | 63    | 2       | 3  | 5  | 3  | 2.254 | 828 | 602 | 824 | 3.268 | 3.119 | +149 |
| Ligue 2          | 10    | 2       | 2  | 3  | 1  | 384   | 195 | 108 | 81  | 705   | 378   | +327 |
| Copa de Francia  | 78    | 2       | 3  | 10 | 13 |       |     |     |     |       |       |      |
| Copa de la Liga  | 16    | 1       | 1  | 1  | 2  | 35    | 20  | 0   | 15  | 53    | 43    | +10  |
| Champions League | 0     | 0       | 0  | 0  | 0  | 0     | 0   | 0   | 0   | 0     | 0     | 0    |
| Europa League    | 8     | 0       | 0  | 1  | 0  | 36    | 16  | 9   | 11  | 57    | 34    | +23  |
| Copa Intertoto   | 1     | 0       | 0  | 1  | 0  | 6     | 3   | 1   | 2   | 7     | 4     | +3   |